# Dogs: Bullets and Carnage
Dogs: Bullets and Carnage é um Mangá de Shirow Miwa que segue um estilo urbano bem ao estilo urbano com cenas de violência. Foi lançado pela primeira vez, em 2001, com o nome "Dogs". Em 2005 a série voltou na revista Ultra Jump com o nome "Dogs: Bullets & Carnage". O mangá ainda está em andamento. 
Conta a história de quatro pessoas que vivem em uma cidade cheia de mistérios e segredos. Se passa no futuro, onde todos os personagens têm um passado traumático que se desenrola ao decorrer do mangá. 
Em 19 de novembro de 2008, a revista Ultra Jump confirmou a versão animada de Dogs/Bullets & Carnage. A animação será baseada em Dogs: Stray Dogs Howling in the Dark, o oneshot publicado entre 2000 e 2001. Como a base do anime é curta e o estúdio que irá produzí-lo é novo, é possível que esta animação se torne um OVA. A maior parte dos dubladores serão os mesmos do Drama CD. É um CD com uma apresentação de "Dogs", lançado em 2007, introduzindo os personagens mais importantes. 